# Eupeodes taeniatus
Eupeodes taeniatus är en tvåvingeart som först beskrevs av Ho 1987.  Eupeodes taeniatus ingår i släktet fältblomflugor, och familjen blomflugor. Inga underarter finns listade i Catalogue of Life.